# Angana P. Chatterji
Angana P. Chatterji, née en novembre 1966, est une anthropologue, activiste, féministe et historienne indienne.

## Biographie
Ses recherches sont étroitement liées aux enjeux politiques et sociaux de son pays. Par son éducation à l'anthropologie, Angana est familière des questions de majoritarisme, de violences liées au genre et des Droits de l'homme dans la province indienne du Cachemire et des violences liées à l'appartenance religieuse dans la province d'Odisha. Elle étudia également les questions de diaspora et d'identités politiques dans la société américaine. Chatterji est à l'origine du Tribunal International des Droits de l'Homme et de la Justice dans la région du Cachemire dont elle fut co-responsable entre Avril 2008 et Décembre 2012.
En 2012, en collaboration avec Shashi Buluswar, Angana est à l'origine du projet de résolution des conflits armés et des droits de l'homme, basé à l'université de Berkeley en Californie. Le premier rapport du projet est paru en 2015 sous le titre « L'accès à la justice pour les femmes : la réponse indienne aux violences sexuelles en réunion » en partenariat avec l'Institut légal des Droits de l'Homme de la Boalt Law School. La même année est sorti son étude Conflicted Democracies and Gendered Violence: The Right to Heal.

## Vie personnelle
Angana Chatterji est la fille de Bhola Chatterji (né en 1922 et mort en 1992), socialiste et fervent défendeur de l'indépendance indienne et d'Anubha Sengrupta Chatterji. Elle est également l'arrière-arrière petite-fille de Gooroodas Banerjee, juge et premier indien à pourvoir le poste de vice-chancelier de l'Université de Calcutta. Angana grandit dans les quartiers difficiles de Narkeldanga et Rajabazar à Calcutta. Sa famille comprend des membres de différentes castes mais aussi de religions diverses (tantes musulmanes ou catholiques).
En 1984, Chatterji déménagea à Delhi puis aux États-Unis dans les années 1990 sans pour autant renoncer à sa nationalité indienne. Elle est titulaire d'une licence et d'un master en sciences politiques ainsi qu'un doctorat en sciences humaines obtenu au sein du California Institute of Integral Studies où elle enseigna l'anthropologie par la suite. Elle est mariée à Richard Shapiro.

## Carrière
Après l'obtention de son doctorat et ce jusqu'en 1997, Angana travailla comme directrice de recherches au sein d'un groupe environnemental (Asia Forest Network). En parallèle, elle travaillait également au sein de l'Institut indien de l'administration publique, de l'Institut social indien et de la Commission de planification indienne.
En 1997, elle rejoignit l'équipe pédagogique du California Institute of Integral Studies où elle était chargée des cours d'anthropologie sociale et culturelle, s'intéressant principalement aux questions de classes, de genre, de races, de religions et de sexualités et comment ces thèmes s'articulent selon la période et le lieu de l'étude. C'est au sein de cet institut qu'elle rencontra Richard Shapiro, collègue puis époux avec qui elle créa un nouveau centre de recherches axé sur l'anthropologie post-coloniale.
En Juillet 2011, Angana et son époux sont suspendus avant d'être renvoyés de l'institut 3 mois plus tard après avoir passé 14 et 25 années respectivement. Ils sont condamnés pour omission de leurs tâches académiques, violation de l'éthique professionnelle et harcèlements d'étudiants. Plusieurs journaux et périodiques, ont relaté les incidents qui sont allés jusque devant un tribunal avant d'être classés sans suite puisque ces derniers ont été créés de toutes pièces par des membres influents de l'institut pour affaiblir le département d'anthropologie.

## Publications
Les publications de Chatterji comprennent des études, des rapports et des livres. 
- 1990 : Rapport sur les droits de femmes immigrées dans les bidonvilles et colonies de Delhi [17].
- 1996 : Recherches sur les inégalités de castes et les droits terriens des indigènes et Intouchables.
  - Auto-publication d'une étude détaillée intitulée Community Forest Management in Arabari: Understanding Socioeconomic and Subsistence Issues.
- 2004 : Co-éditrice avec Lubna Nazir Chaudhury d'un article intitulé Gendered Violence in South Asia: Nation and Community in The Postcolonial Present paru dans la revue Cultural Dynamics[18].
- 2005 : Co-éditrice avec Shabnam Hashmi du livre Dark Leaves of the Present qui est un ouvrage grand public.
- Mars 2009 : Parution d'une étude menée sur près de 7 années de recherches sur le nationalisme hindou et intitulé Violent Gods: Hindu Nationalism in India's Present; Narratives from Orissa[19]. Cette étude reçut des retours favorables dans de nombreux magazines[20],[21],[22].
- 2011 : Co-éditrice avec Tariq Ali de l'anthologie d'essais intitulée Kashmir: The Case for Freedom[23]
- 2012 : Co-éditrice avec Ania Loomba et Ritty A. Lukose de South Asian Feminisms[24]
- 2013 : Co-éditrice de Contesting Nation: Gendered Violence in South Asia; Notes on the Postcolonial Present[25]

En 2002, elle participe à la campagne contre le financement de la haine et à la rédaction d'un rapport sur les financements des organisations du Sangh Parivar auprès des Fonds pour le développement indien situé dans le Maryland.
En 2005, elle chercha à sensibiliser le public et protester contre la venue du gouverneur de la province de Gujarat, Narendra Modi aux États-Unis en travaillant avec la Coalition contre le Génocide aux États-Unis.
La même année, elle est à l'origine d'un tribunal populaire afin de recueillir les témoignages et expériences des personnes ayant subi les exactions des nationalistes hindou de Sangh Parivar dans la province d'Odisha. Elle s'entoura de nombreuses personnes influences mais le tribunal populaire dut cesser ses activités à l'annonce des menaces de viol perpétrées par le Sangh Parivar à l'encontre des femmes du tribunal populaire,,,. Un rapport paraît néanmoins en Octobre 2006 afin de prévenir de futures violences.
Après la recrudescence des violences entre groupuscules hindous et chrétiens en décembre 2007, Angara témoigna devant la commission Panigrahi contre les membres du Sangh Parivar et tente à nouveau de prévenir de futures violences. Elle écrivit de nombreux articles, critiquant ouvertement les groupes Hindutva, comme à l'origine des violences perpétrées après l'assassinat de Swami Lakshmananada en août 2008 dans la province d'Odisha,.
En 2010, Angana devint membre du conseil consultative pour le Cachemire au sein du centre Carr pour les droits de l'homme de l'université d'Harvard. Les nombreuses critiques de Chatterji envers l'état des droits de l'Homme dans la province du Cachemire, ont amené les autorités indiennes à refuser l'entrée sur le sol indien de Richard Shapiro, l'époux d'Angana Chatterji qui fut obligé de retourner immédiatement aux États-Unis.